# 徐千晴
徐千晴（1989年12月26日—），臺灣政治人物，生於屏東縣，女演員、模特兒出身，曾任台灣民眾黨發言人、新竹市政府發言人，現任台灣民眾黨中央黨部組織發展部專員。主持網路節目《民眾神回覆》。

## 簡歷

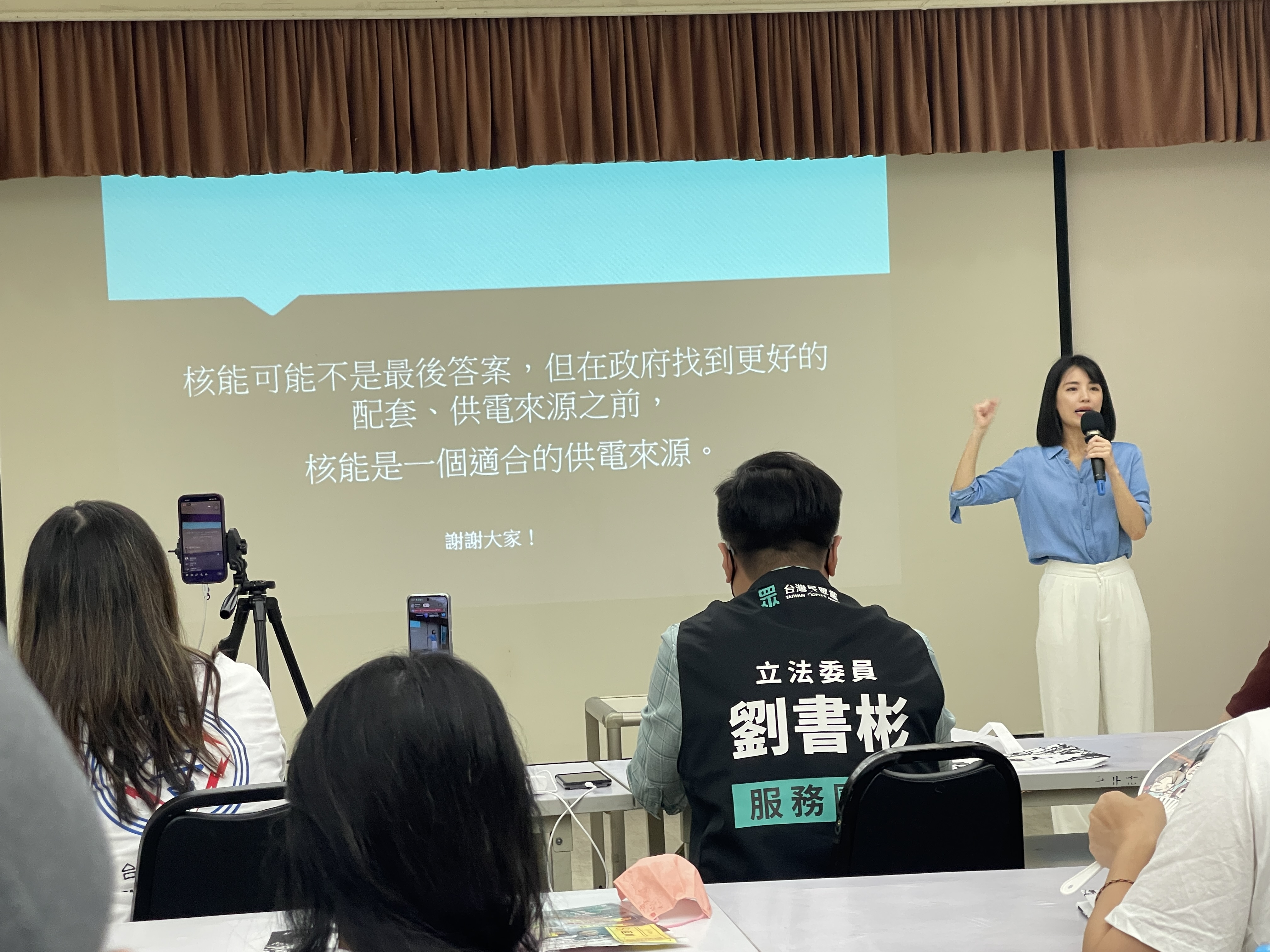
2025年7月27日，核三延役公投座談會松信場，宣講的徐千晴

文化大學法律學系財經法律組畢業後，曾就讀於上海復旦大學國際法學碩士班，而後投入演藝圈，主要在中國大陸從事電視廣告、偶像劇、電影等演藝工作。2017年，参演中國大陸电影《阿九》。2019年，主持網路综艺节目《踏出城市心跳》。
2020年回台發展，前後擔任國民黨新北市議員葉元之服務處助理、民眾黨立法院黨團法案助理、民眾黨發言人。
2022年出任高虹安競選辦公室發言人。2023年6月1日出任新竹市政府發言人，2024年1月31日辭職回到黨中央。
2024年2月1日，接任楊寶楨擔任台灣民眾黨發言人，至2025年2月19日卸任。
2025年6月至7月，至新竹偕同宣傳高虹安反罷免活動。
2025年7月至8月，推廣核三延役公投，多次擔任主持人或講師。

## 新聞事件
2023年2月，媒體報導徐與前副總統吳敦義次子吳子文交往，同黨同事反應給予祝福。
2023年6月10日，徐千晴發文稱在2022年曾遭黨內已離職高層性騷擾的經歷，並在文中感謝黨主席柯文哲對事件的即時處理，表示「我真的很感謝柯文哲主席與時任直屬主管的處理，這就是我現在還在這裡的原因。」

## 官司
2023年5月，徐千晴表示鄭運鵬的徵才廣告有如詐騙集團，被鄭運鵬提告求償。2024年8月1日，二審判決徐千晴未盡合理查證，其言論基於虛偽事實，不屬於合理評論，已侵害鄭運鵬的名譽權，必須賠償鄭運鵬15萬元確定，不得上訴。

## 影視作品

### 電影
| 年份   | 名稱     | 飾演   | 導演 |
| ------ | -------- | ------ | ---- |
| 2018年 | 《阿九》 | 林妙妙 | 陶海 |

### 短片／微電影
| 年份   | 名稱                 | 飾演!  |
| ------ | -------------------- | ------ |
| 2018年 | 《凌晨三點半不回家》 | 何嘉美 |

### 綜藝節目
| 年份   | 頻道        | 劇名             | 角色   |
| 2019年 | 愛奇藝/優酷 | 《踏出城市心跳》 | 主持人 |

## 外部連結
- 徐千晴的Facebook專頁
- 徐千晴的Instagram帳戶